# Championnat de golf amateur de Grande-Bretagne messieurs
Le championnat de golf amateur de Grande-Bretagne messieurs (en anglais "The Amateur Championship") est un tournoi de golf annuel qui se dispute en Grande-Bretagne au mois de juin. Appelé au Royaume-Uni "The Amateur Championship" ou sur le continent nord-américain "British Amateur", il est l'un des plus prestigieux tournois de golf amateur du monde avec le championnat de golf amateur des États-Unis dans lesquels les meilleurs golfeurs amateurs s'affrontent.
Le tournoi fut créé en 1885 et organisé par le Royal and Ancient Golf Club of St Andrews. Avant la seconde Guerre mondiale, le tournoi est considéré comme un tournoi majeur avec le championnat de golf amateur des États-Unis, l'Open américain et l'Open britannique. Après cette guerre, le golf professionnel devient alors prépondérant dans le monde du golf passant le golf amateur au second plan, seuls les espagnols José Maria Olazábal et Sergio Garcia ont remporté ce tournoi en amateur et se sont imposés ensuite dans un tournoi majeur une fois devenus professionnels.
Le vainqueur du tournoi obtient une invitation pour le Masters de l'année suivante et pour l'Open britannique. Le tournoi est ouvert aux golfeurs amateurs de toute nationalité.
Les parcours ayant accueilli le tournoi plus de dix fois sont (avant 2007) :
- 18 Royal Liverpool Golf Club
- 16 St Andrews Links
- 13 Royal St George's Golf Club
- 11 Prestwick Golf Club
- 10 Muirfield.

## Palmarès
| Année                                                         | Parcours                           | Vainqueur               | Score    | Finaliste               |
| ------------------------------------------------------------- | ---------------------------------- | ----------------------- | -------- | ----------------------- |
| 2018                                                          | Royal Aberdeen Golf Club           | Jovan Rebula            | 3 & 2    | Robin Dawson            |
| 2017                                                          | Royal St. George's Golf Club       | Harry Ellis             | 38 trous | Dylan Perry             |
| 2016                                                          | Royal Porthcawl Golf Club          | Scott Gregory           | 2 & 1    | Robert MacIntyre        |
| 2015                                                          | Carnoustie Golf Links              | Romain Langasque        | 4 & 2    | Grant Forrest           |
| 2014                                                          | Royal Portrush Golf Club           | Bradley Neil            | 2 & 1    | Zander Lombard          |
| 2013                                                          | Royal Cinque Ports Golf Club       | Garrick Porteous        | 6 & 5    | Toni Hakula             |
| 2012                                                          | Royal Troon Golf Club              | Alan Dunbar             | 1 up     | Matthias Schwab         |
| 2011                                                          | Hillside Golf Club                 | Bryden Macpherson       | 3 & 2    | Michael Stewart         |
| 2010                                                          | Muirfield                          | Jin Jeong               | 5 & 4    | James Byrne             |
| 2009                                                          | Formby Golf Club                   | Matteo Manassero        | 4 & 3    | Sam Hutsby              |
| 2008                                                          | The Westin Turnberry Resort        | Reinier Saxton          | 3 & 2    | Tommy Fleetwood         |
| 2007                                                          | Royal Lytham & St. Annes Golf Club | Drew Weaver             | 2 & 1    | Tim Stewart             |
| 2006                                                          | Royal St. George's Golf Club       | Julien Guerrier         | 4 & 3    | Adam Gee                |
| 2005                                                          | Royal Birkdale Golf Club           | Brian McElhinney        | 5 & 4    | John Gallagher          |
| 2004                                                          | St. Andrews Links                  | Stuart Wilson           | 4 & 3    | Lee Corfield            |
| 2003                                                          | Royal Troon Golf Club              | Gary Wolstenholme       | 6 & 5    | Raphael De Sousa        |
| 2002                                                          | Royal Porthcawl Golf Club          | Alejandro Larrazabal    | 1 up     | Martin Sell             |
| 2001                                                          | Prestwick Golf Club                | Michael Hoey            | 1 up     | Ian Campbell            |
| 2000                                                          | Royal Liverpool Golf Club          | Mikko Ilonen            | 2 & 1    | Christian Reimbold      |
| 1999                                                          | Royal County Down Golf Club        | Graeme Storm            | 7 & 6    | Aran Wainwright         |
| 1998                                                          | Muirfield                          | Sergio García           | 7 & 6    | Craig Williams          |
| 1997                                                          | Royal St. George's Golf Club       | Craig Watson            | 3 & 2    | Trevor Immelman         |
| 1996                                                          | The Westin Turnberry Resort        | Warren Bladon           | 1 up     | Roger Beames            |
| 1995                                                          | Royal Liverpool Golf Club          | Gordon Sherry           | 7 & 6    | Michael Reynard         |
| 1994                                                          | Nairn Golf Club                    | Lee James               | 2 & 1    | Gordon Sherry           |
| 1993                                                          | Royal Portrush Golf Club           | Iain Pyman              | 37 trous | Paul Page               |
| 1992                                                          | Carnoustie Golf Links              | Stephen Dundas          | 7 & 6    | Bradley Dredge          |
| 1991                                                          | Ganton Golf Club                   | Gary Wolstenholme       | 8 & 6    | Bob May                 |
| 1990                                                          | Muirfield                          | Rolf Muntz              | 7 & 6    | Michael Macara          |
| 1989                                                          | Royal Birkdale Golf Club           | Stephen Dodd            | 5 & 3    | Craig Cassells          |
| 1988                                                          | Royal Porthcawl Golf Club          | Christian Hardin        | 1 up     | Ben Fouchee             |
| 1987                                                          | Prestwick Golf Club                | Paul Mayo               | 3 & 1    | Peter McEvoy            |
| 1986                                                          | Royal Lytham & St. Annes Golf Club | David Curry             | 11 & 9   | Geoff Birtwell          |
| 1985                                                          | Royal Dornoch Golf Club            | Garth McGimpsey         | 8 & 7    | Graham Homewood         |
| 1984                                                          | Formby Golf Club                   | José Maria Olazábal     | 5 & 4    | Colin Montgomerie       |
| 1983                                                          | The Westin Turnberry Resort        | Philip Parkin           | 5 & 4    | Jim Holtgrieve          |
| 1982                                                          | Royal Cinque Ports Golf Club       | Martin Thompson         | 4 & 3    | Andrew Stubbs           |
| 1981                                                          | St. Andrews Links                  | Philippe Ploujoux       | 4 & 2    | Joel Hirsch             |
| 1980                                                          | Royal Porthcawl Golf Club          | Duncan Evans            | 4 & 3    | David Suddards          |
| 1979                                                          | Hillside Golf Club                 | Jay Sigel               | 3 & 2    | Scott Hoch              |
| 1978                                                          | Royal Troon Golf Club              | Peter McEvoy            | 4 & 3    | Paul McKellar           |
| 1977                                                          | Ganton Golf Club                   | Peter McEvoy            | 5 & 4    | H.M. Campbell           |
| 1976                                                          | St. Andrews Links                  | Dick Siderowf           | 37 trous | J.C. Davies             |
| 1975                                                          | Royal Liverpool Golf Club          | Vinny Giles             | 8 & 7    | Mark James              |
| 1974                                                          | Muirfield                          | Trevor Homer            | 2 up     | Jim Gabrielsen          |
| 1973                                                          | Royal Porthcawl Golf Club          | Dick Siderowf           | 5 & 3    | Peter H. Moody          |
| 1972                                                          | Royal St. George's Golf Club       | Trevor Homer            | 4 & 3    | Alan Thirlwell          |
| 1971                                                          | Carnoustie Golf Links              | Steve Melnyk            | 3 & 2    | Jim Simons              |
| 1970                                                          | Royal County Down Golf Club        | Michael Bonallack       | 8 & 7    | Bill Hyndman            |
| 1969                                                          | Royal Liverpool Golf Club          | Michael Bonallack       | 3 & 2    | Bill Hyndman            |
| 1968                                                          | Royal Troon Golf Club              | Michael Bonallack       | 7 & 6    | Joe Carr                |
| 1967                                                          | Formby Golf Club                   | Bob Dickson             | 2 & 1    | Ron Cerrudo             |
| 1966                                                          | Carnoustie Golf Links              | Bobby Cole              | 3 & 2    | Ronnie Shade            |
| 1965                                                          | Royal Porthcawl Golf Club          | Michael Bonallack       | 2 & 1    | Clive Clark             |
| 1964                                                          | Ganton Golf Club                   | Gordon Clark            | 39 trous | Michael Lunt            |
| 1963                                                          | St. Andrews Links                  | Michael Lunt            | 2 & 1    | John Blackwell          |
| 1962                                                          | Royal Liverpool Golf Club          | Richard Davies          | 1 up     | John Povall             |
| 1961                                                          | The Westin Turnberry Resort        | Michael Bonallack       | 6 & 4    | James Walker            |
| 1960                                                          | Royal Portrush Golf Club           | Joe Carr                | 8 & 7    | Robert Cochran          |
| 1959                                                          | Royal St. George's Golf Club       | Deane Beman             | 3 & 2    | Bill Hyndman            |
| 1958                                                          | St. Andrews Links                  | Joe Carr                | 3 & 2    | Alan Thirlwell          |
| 1957                                                          | Formby Golf Club                   | Reid Jack               | 2 & 1    | Harold Ridgley          |
| 1956                                                          | Royal Troon Golf Club              | John Beharrell          | 5 & 4    | Leslie Taylor           |
| 1955                                                          | Royal Lytham & St. Annes Golf Club | Joe Conrad              | 3 & 2    | Alan Slater             |
| 1954                                                          | Muirfield                          | Douglas Bachli          | 2 & 1    | William C. Campbell     |
| 1953                                                          | Royal Liverpool Golf Club          | Joe Carr                | 2 up     | Harvie Ward             |
| 1952                                                          | Prestwick Golf Club                | Harvie Ward             | 6 & 5    | Frank Stranahan         |
| 1951                                                          | Royal Porthcawl Golf Club          | Dick Chapman            | 5 & 4    | Charles Coe             |
| 1950                                                          | St. Andrews Links                  | Frank Stranahan         | 8 & 6    | Dick Chapman            |
| 1949                                                          | Portmarnock Golf Club              | Samuel McCready         | 2 & 1    | Willie Turnesa          |
| 1948                                                          | Royal St. George's Golf Club       | Frank Stranahan         | 5 & 4    | Charles Stowe           |
| 1947                                                          | Carnoustie Golf Links              | Willie Turnesa          | 3 & 2    | Dick Chapman            |
| 1946                                                          | Royal Birkdale Golf Club           | James Bruen             | 4 & 3    | Robert Sweeny Jr.       |
| 1940-45: Non disputé en raison de la Seconde Guerre mondiale  |                                    |                         |          |                         |
| 1939                                                          | Royal Liverpool Golf Club          | Alexander Kyle          | 2 & 1    | A.A. Duncan             |
| 1938                                                          | Royal Troon Golf Club              | Charles Yates           | 3 & 2    | Cecil Ewing             |
| 1937                                                          | Royal St. George's Golf Club       | Robert Sweeny Jr.       | 3 & 2    | Lionel Munn             |
| 1936                                                          | St. Andrews Links                  | Hector Thomson          | 2 up     | Jim Ferrier             |
| 1935                                                          | Royal Lytham & St. Annes Golf Club | Lawson Little           | 1 up     | William Tweddell        |
| 1934                                                          | Prestwick Golf Club                | Lawson Little           | 14 & 13  | J. Wallace              |
| 1933                                                          | Royal Liverpool Golf Club          | Michael Scott           | 4 & 3    | T.A. Bourn              |
| 1932                                                          | Muirfield                          | John De Forest          | 3 & 1    | Eric Fiddian            |
| 1931                                                          | Royal North Devon Golf Club        | Eric Martin-Smith       | 1 up     | John De Forest          |
| 1930                                                          | St. Andrews Links                  | Bobby Jones             | 7 & 6    | Roger Wethered          |
| 1929                                                          | Royal St. George's Golf Club       | Cyril Tolley            | 4 & 3    | J. Nelson Smith         |
| 1928                                                          | Prestwick Golf Club                | Phil Perkins            | 6 & 4    | Roger Wethered          |
| 1927                                                          | Royal Liverpool Golf Club          | William Tweddell        | 7 & 6    | D.E. Landale            |
| 1926                                                          | Muirfield                          | Jess Sweetser           | 6 & 5    | A.F. Simpson            |
| 1925                                                          | Royal North Devon Golf Club        | Robert Harris           | 13 & 12  | Kenneth F. Fradgley     |
| 1924                                                          | St. Andrews Links                  | Ernest Holderness       | 3 & 2    | E.F. Storey             |
| 1923                                                          | Royal Cinque Ports Golf Club       | Roger Wethered          | 7 & 6    | Robert Harris           |
| 1922                                                          | Prestwick Golf Club                | Ernest Holderness       | 1 up     | John Caven              |
| 1921                                                          | Royal Liverpool Golf Club          | Willie Hunter           | 12 & 11  | Allan Graham            |
| 1920                                                          | Muirfield                          | Cyril Tolley            | 37 trous | Robert Gardner          |
| 1915-19: Non disputé en raison de la Première Guerre mondiale |                                    |                         |          |                         |
| 1914                                                          | Royal St. George's Golf Club       | J.L.C. Jenkins          | 3 & 2    | Charles O. Hezlet       |
| 1913                                                          | St. Andrews Links                  | Harold Hilton           | 6 & 5    | Robert Harris           |
| 1912                                                          | Royal North Devon Golf Club        | John Ball               | 38 trous | Abe Mitchell            |
| 1911                                                          | Prestwick Golf Club                | Harold Hilton           | 4 & 3    | E.A. Lassen             |
| 1910                                                          | Royal Liverpool Golf Club          | John Ball               | 10 & 9   | C.C. Aylmer             |
| 1909                                                          | Muirfield                          | Robert Maxwell          | 1 up     | C.K. Hutchison          |
| 1908                                                          | Royal St. George's Golf Club       | E.A. Lassen             | 7 & 6    | H.E. Taylor             |
| 1907                                                          | St. Andrews Links                  | John Ball               | 6 & 4    | C.A. Palmer             |
| 1906                                                          | Royal Liverpool Golf Club          | James Robb              | 4 & 3    | C.C. Lingen             |
| 1905                                                          | Prestwick Golf Club                | Arthur Barry            | 3 & 2    | Osmund Scott            |
| 1904                                                          | Royal St. George's Golf Club       | Walter Travis           | 4 & 3    | Edward Blackwell        |
| 1903                                                          | Muirfield                          | Robert Maxwell          | 7 & 5    | Horace Hutchinson       |
| 1902                                                          | Royal Liverpool Golf Club          | Charles Hutchings       | 1 up     | Sidney Fry              |
| 1901                                                          | St. Andrews Links                  | Harold Hilton           | 1 up     | John L. Low             |
| 1900                                                          | Royal St. George's Golf Club       | Harold Hilton           | 8 & 7    | James Robb              |
| 1899                                                          | Prestwick Golf Club                | John Ball               | 37 trous | Freddie Tait            |
| 1898                                                          | Royal Liverpool Golf Club          | Freddie Tait            | 7 & 5    | S. Mure Fergusson       |
| 1897                                                          | Muirfield                          | Jack Allan (en)         | 4 & 2    | James Robb              |
| 1896                                                          | Royal St. George's Golf Club       | Freddie Tait            | 8 & 7    | Harold Hilton           |
| 1895                                                          | St. Andrews Links                  | Leslie Balfour-Melville | 19 trous | John Ball               |
| 1894                                                          | Royal Liverpool Golf Club          | John Ball               | 1 up     | S. Mure Fergusson       |
| 1893                                                          | Prestwick Golf Club                | Peter Anderson          | 1 up     | Johnny Laidlay          |
| 1892                                                          | Royal St. George's Golf Club       | John Ball               | 3 & 1    | Harold Hilton           |
| 1891                                                          | St. Andrews Links                  | Johnny Laidlay          | 20 trous | Harold Hilton           |
| 1890                                                          | Royal Liverpool Golf Club          | John Ball               | 4 & 3    | Johnny Laidlay          |
| 1889                                                          | St. Andrews Links                  | Johnny Laidlay          | 2 & 1    | Leslie Balfour-Melville |
| 1888                                                          | Prestwick Golf Club                | John Ball               | 5 & 4    | Johnny Laidlay          |
| 1887                                                          | Royal Liverpool Golf Club          | Horace Hutchinson       | 1 up     | John Ball               |
| 1886                                                          | St. Andrews Links                  | Horace Hutchinson       | 7 & 6    | Henry Lamb              |
| 1885                                                          | Royal Liverpool Golf Club          | Allen MacFie            | 7 & 6    | Horace Hutchinson       |

## Vainqueurs multiples
Seize golfeurs ont remporté plus d'une fois ce tournoi (avant 2007) :
- 8 victoires : John Ball
- 5 victoires : Michael Bonallack
- 4 victoires : Harold Hilton
- 3 victoires : Joe Carr
- 2 victoires : Horace Hutchinson, Johnny Laidlay, Freddie Tait, Robert Maxwell, Ernest Holderness, Cyril Tolley, Lawson Little, Frank Stranahan, Trevor Homer, Dick Siderowf, Peter McEvoy, Gary Wolstenholme.

Trois golfeurs ont remporté ce tournoi et l'Open britannique :
- John Ball - 1888, 1890, 1892, 1894, 1899, 1907, 1910, 1912 Amateurs; 1890 Open
- Harold Hilton - 1900, 1901, 1911, 1913 Amateurs; 1892, 1897 Opens
- Bobby Jones - 1930 Amateur; 1926, 1927, 1930 Opens.